# Sergius (bán)
Sergius a 12. században volt Horvátország bánja, aki Kálmán király idejében töltötte be ezt a tisztséget.
Sergius a záraiaknak a velenceiek által szított lázadása során, 1105-ben bukkan fel a történetírésban, amikor Kálmán király újból Dalmáciába vohul, hogy békésen zárja le az ügyet, de a lázadók Velence támogatására számítva, következetesen visszautasítottak minden ajánlatot. Erre Kálmán körülzárta és ostromolni kezdte a várost. Ekkor Jánosnak, Trau püspökének a közbenjárására állt helyre a béke. Ezután Kálmán Ugra bán utódát, Sergiust küldte a dalmát szigetek elfoglalására. A Spalato előtt fekvő Brazza (Brač) és a Kvarner szigetei közül Veglia (Krk) és Cherso (Cres) meg is hódoltak, csak a két velencei gálya által támogatott kis Arbe (Rab) próbált ellenállni. A magyarok kikötöttek a szigeten, ahol nagy pusztítást vittek véghez, majd magának Arbe (Rab) városának ostromához fogtak. Erre az arbeiak három nagy hajójukat a magyarok tizenhárom hajóból álló, de csak gyenge őrséggel hátrahagyott hajóhada ellen indították. A tengeri küzdelemben járatosabb arbeiak végül nagy győzelmet arattak, de kivívott siker dacára végül a többi sziget példáját követve mégis meghódoltak, még mielőtt a magyarok támadásukat megismételték volna, ugyanis Sergius időközben Szlavónia nagy részét elfoglalta.